# Île Corossony
L' Île Corossony est une petite île située sur le fleuve Approuague dans la commune de Régina en Guyane.